# Nils Malmros
Nils Malmros, né à Aarhus (Danemark) le 5 octobre 1944, est un réalisateur de cinéma et scénariste danois, considéré comme l'un des principaux auteurs réalistes du cinéma danois.

## Biographie
Richard Malmros (da) (1905–2000), le père de Nils Malmros, était professeur de neurochirurgie à l'université d'Aarhus.
Nils Malmros est connu pour son regard sur les douleurs grandissantes de l'adolescence et sur la perte de l'innocence, dont il puise dans les expériences de son enfance passée à Aarhus, au Danemark.
Ses films les plus notables sont ceux de sa trilogie traitant des écoliers d'Aarhus dans les années 1950, Lars-Ole 5c, Garçons et Arbre de la connaissance (Kundskabens Træ, 1981). Ce dernier film est l'un des dix films figurant au Canon de la culture danoise. 
Malmros, autodidacte en tant que cinéaste, a reçu une formation de chirurgien. Dans son film Facing the Truth (A Kende sandheden), il effectue lui-même l'ensemble des séquences de la chirurgie du cerveau.
Malmros a reçu quatre fois le prix Bodil du meilleur film danois et est récipiendaire de trois Prix Robert du film danois de l'année.

## Filmographie partielle
- 1968 : En mærkelig kærlighed
- 1973 : Lars-Ole, 5c
- 1977 : Drenge - long métrage proposé à l'Oscar du meilleur film en langue étrangère pour le Danemark
- 1981 : L'Arbre de la connaissance (Kundskabens træ)
- 1983 : La Belle et la Bête (Skønheden og udyret)
- 1989 : Århus by night
- 1992 : La Douleur de l'amour (Kærlighedens smerte)
- 1997 : Barbara
- 2002 : Facing the Truth (At Kende Sandheden)
- 2009 : Kærestesorger
- 2013 : Sorrow and Joy (Sorg og glæde)
- 2014 : Kammesjukjul  (téléfilm)